# Wereldbeker schaatsen 2013/2014
De Wereldbeker schaatsen 2013/2014 (officieel: Essent ISU World Cup Speed Skating 2013/14) was een internationale schaatscompetitie verspreid over het gehele schaatsseizoen 2013-2014. De wereldbeker schaatsen wordt georganiseerd door de Internationale Schaatsunie (ISU).
Er waren dit seizoen zes wereldbekerweekenden, drie minder dan het voorgaande jaar. De eerste wedstrijd was van 8 t/m 10 november 2013 in Calgary en de finale was van 14 t/m 16 maart 2014 in Heerenveen. Voor het derde jaar was de massastart een officieel onderdeel, was de teamsprint een demonstratieonderdeel, en ook voor de derde keer werd er een overall-klassement opgemaakt, de Grand World Cup.

## Kalender
Hoewel op de voorlopige kalender de derde wedstrijd van het seizoen aan Heerenveen was toebedeeld, werd deze wedstrijd teruggegeven en aan Astana toegewezen. Dit leidde tot ophef onder de Nederlandse schaatsers. De definitieve kalender werd op 29 juli 2013 bekendgemaakt in ISU Communication No. 1808.
| Plaats         | Datum                       | 500m | 1000m | 1500m | 3k/5k | 5k/10k | massastart | achtervolging | teamsprint | details           |
| -------------- | --------------------------- | ---- | ----- | ----- | ----- | ------ | ---------- | ------------- | ---------- | ----------------- |
| Calgary        | 8-10 november 2013          | 2x   | 1x    | 1x    | 1x    |        |            | 1x            |            | Wereldbeker 1     |
| Salt Lake City | 15-17 november 2013         | 2x   | 1x    | 1x    | 1x    |        |            | 1x            |            | Wereldbeker 2     |
| Astana         | 29 november-1 december 2013 | 2x   | 1x    | 1x    |       | 1x     |            |               |            | Wereldbeker 3     |
| Berlijn        | 6-8 december 2013           | 2x   | 1x    | 1x    | 1x    |        |            | 1x            |            | Wereldbeker 4     |
| Inzell         | 7-9 maart 2014              | 2x   | 1x    | 1x    | 1x    |        | 1x         |               | 1x*        | Wereldbeker 5     |
| Heerenveen     | 14-16 maart 2014            | 2x   | 1x    | 1x    | 1x    |        | 1x         | 1x            |            | Wereldbekerfinale |
| Totaal         | Totaal                      | 12x  | 6x    | 6x    | 5x    | 1x     | 2x         | 4x            | 1x         |                   |

* = demonstratieonderdeel

## Eindpodia

### Mannen
| Afstand         | 1e             | 2e               | 3e             |
| --------------- | -------------- | ---------------- | -------------- |
| 500 m           | Ronald Mulder  | Michel Mulder    | Jan Smeekens   |
| 1000 m          | Shani Davis    | Denny Morrison   | Kjeld Nuis     |
| 1500 m          | Koen Verweij   | Denis Joeskov    | Shani Davis    |
| 5&10 km         | Jorrit Bergsma | Patrick Beckert  | Sven Kramer    |
| Massastart      | Bob de Vries   | Arjan Stroetinga | Bart Swings    |
| Achtervolging   | Nederland      | Verenigde Staten | Noorwegen      |
|                 |                |                  |                |
| Grand World Cup | Shani Davis    | Koen Verweij     | Jorrit Bergsma |

### Vrouwen
| Afstand         | 1e                     | 2e                 | 3e              |
| --------------- | ---------------------- | ------------------ | --------------- |
| 500 m           | Olga Fatkoelina        | Heather Richardson | Jenny Wolf      |
| 1000 m          | Heather Richardson     | Brittany Bowe      | Olga Fatkoelina |
| 1500 m          | Ireen Wüst             | Lotte van Beek     | Brittany Bowe   |
| 3&5 km          | Martina Sáblíková      | Claudia Pechstein  | Yvonne Nauta    |
| Massastart      | Francesca Lollobrigida | Irene Schouten     | Janneke Ensing  |
| Achtervolging   | Nederland              | Polen              | Japan           |
|                 |                        |                    |                 |
| Grand World Cup | Heather Richardson     | Ireen Wüst         | Brittany Bowe   |

## Deelnamequota
Op basis van het aantal schaatsers van één land bij de beste 36 van eindstand van de wereldbeker en de lijst van deelnemers en reserves aan het WK Afstanden van het voorafgaande seizoen 2012/2013, mochten de volgende landen bijgenoemd aantal deelnemers inschrijven per afstand, wanneer deze aan de limiet per afstand hadden voldaan. Alle andere ISU-leden (landen met federaties in de ijs-/schaatssport die zijn aangesloten bij de ISU) mochten per afstand één deelnemer inschrijven, mits voldaan aan de limiet(en).
|                  | Mannen | Mannen | Mannen | Mannen  | Vrouwen | Vrouwen | Vrouwen | Vrouwen |
| Landen           | 500m   | 1000m  | 1500m  | 5/10 km | 500m    | 1000m   | 1500m   | 3/5 km  |
| ---------------- | ------ | ------ | ------ | ------- | ------- | ------- | ------- | ------- |
| Australië        | 2      | 2      | 1      | 1       | 1       | 1       | 1       | 2       |
| België           | 1      | 1      | 2      | 3       | 1       | 1       | 2       | 2       |
| Canada           | 5      | 5      | 5      | 3       | 5       | 5       | 5       | 5       |
| China            | 3      | 2      | 1      | 2       | 5       | 5       | 2       | 1       |
| Denemarken       | 1      | 1      | 1      | 1       | 1       | 1       | 1       | 2       |
| Duitsland        | 4      | 3      | 2      | 5       | 5       | 5       | 3       | 5       |
| Finland          | 3      | 4      | 1      | 1       | 2       | 1       | 1       | 1       |
| Frankrijk        | 1      | 2      | 3      | 3       | 1       | 1       | 1       | 1       |
| Italië           | 2      | 2      | 3      | 2       | 3       | 3       | 1       | 1       |
| Japan            | 5      | 3      | 2      | 1       | 5       | 5       | 5       | 5       |
| Kazachstan       | 1      | 4      | 4      | 2       | 2       | 2       | 2       | 1       |
| Letland          | 2      | 2      | 2      | 2       | 1       | 1       | 1       | 1       |
| Nederland        | 5      | 5      | 5      | 5       | 5       | 5       | 5       | 5       |
| Nieuw-Zeeland    | 1      | 1      | 1      | 2       | 1       | 1       | 1       | 1       |
| Noorwegen        | 3      | 3      | 5      | 3       | 1       | 1       | 4       | 4       |
| Oostenrijk       | 1      | 1      | 1      | 2       | 1       | 1       | 1       | 2       |
| Polen            | 3      | 2      | 4      | 3       | 1       | 2       | 4       | 4       |
| Rusland          | 5      | 5      | 5      | 5       | 5       | 5       | 5       | 5       |
| Tsjechië         | 1      | 1      | 1      | 1       | 2       | 2       | 3       | 2       |
| Verenigde Staten | 5      | 5      | 4      | 4       | 5       | 5       | 3       | 3       |
| Wit-Rusland      | 1      | 1      | 1      | 1       | 2       | 2       | 1       | 1       |
| Zuid-Korea       | 5      | 4      | 2      | 5       | 4       | 4       | 3       | 5       |
| Zweden           | 1      | 1      | 2      | 1       | 1       | 1       | 1       | 1       |
| Zwitserland      | 1      | 1      | 1      | 2       | 1       | 1       | 1       | 1       |

Voor de ploegenachtervolging mocht elk land één team inschrijven, mits alle drie de schaat(st)ers aan een van de wereldbekerlimieten hadden voldaan. Voor de massastart mocht elk land maximaal drie schaatsers inschrijven, mits de schaat(st)er(s) aan een van de wereldbekerlimieten hadden voldaan.

## Limiettijden
Om te mogen starten in de wereldbeker schaatsen 2013/2014 moest de schaatser na 1 juli 2012 aan de volgende limiettijden hebben voldaan. Voor deelname aan de ploegenachtervolging of massastart volstond het rijden van een van deze limiettijden (om het even welke). Om tegemoet te komen aan de bezwaren van de kleine schaatslanden voor wie de reis naar Salt Lake City of Calgary (de twee snelste banen in de wereld) vaak een zware grote financiële last is, was er voor het het tweede jaar op rij een aparte (minder strenge) limiet opgenomen voor overige schaatsbanen.
| Geslacht | 500m  | 1000m   | 1500m   | 3000m   | 5000m                            | 10.000m                            |
| -------- | ----- | ------- | ------- | ------- | -------------------------------- | ---------------------------------- |
| Mannen   | 36,20 | 1.11,90 | 1.51,00 | —       | 6.48,00                          | 13.40,00 (10 km) of 6.35,00 (5 km) |
| Vrouwen  | 40,00 | 1.20,00 | 2.03,00 | 4.24,00 | 7.25,00 (5 km) of 4.15,00 (3 km) | —                                  |

| Geslacht | 500m  | 1000m   | 1500m   | 3000m   | 5000m                            | 10.000m                            |
| -------- | ----- | ------- | ------- | ------- | -------------------------------- | ---------------------------------- |
| Mannen   | 36,60 | 1.12,80 | 1.52,50 | —       | 6.52,00                          | 13.50,00 (10 km) of 6.40,00 (5 km) |
| Vrouwen  | 40,50 | 1.21,00 | 2.05,00 | 4.28,00 | 7.32,00 (5 km) of 4.20,00 (3 km) | —                                  |